# Vital de Bettencourt Vasconcelos e Lemos
Vital de Bettencourt Vasconcelos e Lemos (Angra do Heroísmo, 2 de Outubro de 1832 — Angra do Heroísmo, 27 de Agosto de 1908) foi um político português, filiado no Partido Progressista e presidente da Câmara Municipal de Angra do Heroísmo depois de ter sido presidente da Junta Geral do Distrito de Angra do Heroísmo.

## Relações familiares
Casou na Capela da casa de Vale e Linhares, fregusia de São Bento da família Carvalhal, em Agosto de 1854, com D. Maria Serafina do Carvalhal de quem teve:
1. Vital de Lemos Bettencourt, casou com D. Clara Pereira Forjaz Sarmento de Lacerda.
2. Maria da Madre de Deus de Bettencourt de Vasconcelos e Lemos, (Angra do Heroísmo, 15 de Maio de 1857 -?), casada com Fernando Coelho Rocha.
3. Genoveva de Bettencourt de Vasconcelos e Lemos, mais conhecida por (condessa de Sieuve de Menezes), (Angra do Heroísmo, 5 de Setembro de 1860, casou com o conde Raimundo Sieuve de Meneses.
4. João de Lemos Bettencourt, casou com D. Maria Emília Pires Toste.
5. D. Maria Serafina de Bettencourt de Vasconcelos e Lemos, (Angra do Heroísmo, 14 de Agosto de 1873, casou com João de Ornelas Bruges Paim da Câmara.
6. Maria Vitalina de Bettencourt de Vasconcelos e Lemos (Angra do Heroísmo -?), casou com Manuel da Silva-Vaz.